# Барлогу (Арђеш)
Барлогу (рум. Bârlogu) насеље је у Румунији у округу Арђеш у општини Неграши. Oпштина се налази на надморској висини од 217 m.

## Становништво
Према подацима из 2002. године у насељу је живело 1105 становника, од којих су сви румунске националности.